# Estación del Atlántico Sur
La estación del Atlántico Sur (oficialmente en inglés Commander-in-Chief, South Atlantic) fue un comando operativo de la Royal Navy establecido brevemente en 1914 y vuelto a conformarse en 1939. El área de América del Sur se añadió a sus responsabilidades en 1960 y el puesto se disolvió en 1967.
Inmediatamente antes del estallido de la Segunda Guerra Mundial, la designación de Comandante en Jefe de África se cambió a Comandante en Jefe del Atlántico Sur, «...y el Almirante transfirió su bandera de Simon' s Town a Freetown (hoy en Sierra Leona), y asumió control naval general sobre los movimientos británicos en todo el Océano Atlántico Sur. Al mismo tiempo, la División Sudamericana de la Estación de América de Norte e Indias Occidentales, compuesta por los cruceros Exeter y Ajax, fue transferida a la nueva Estación del Atlántico Sur.» A veces se la denominaba Estación del Atlántico Sur (South Atlantic Station).

## Historia
La Estación del Atlántico Sur existió brevemente en los albores de la Primera Mundial. En 1939 surgió de nuevo, asumiendo las capacidades de la Estación del cabo de Buena Esperanza e integrándola en la nueva unidad. Su área de responsabilidad cubría el Océano Atlántico al sur de una línea trazada entre la frontera norte de África occidental francesa (ahora Mauritania) y la Guayana Francesa y el Océano Austral y el Océano Índico al este de una línea trazada al sur desde la entrada occidental al Estrecho de Magallanes y al oeste de una línea trazada hacia el sur desde la frontera entre Natal y Mozambique. La Estación del Atlántico Sur tenía bases en Freetown y Simon's Town.
El 3 de septiembre de 1939, Leo Niehorster enumera la fuerza como compuesta por la División Sudamericana bajo el mando del comodoro Henry Harwood, que comprende el HMS Exeter, el HMS Ajax y el HMS Cumberland; el 6.º escuadrón de cruceros, que comprende únicamente el HMS Neptune, el buque insignia del vicealmirante George Lyon; el 9.º Escuadrón de Cruceros, con el HMS Despatch, HMS Danae, HMS Dauntless y HMS Durban; el portaaviones HMS Albatross, en ruta a Freetown desde Lee-on-Solent; la 7ª Flotilla de Submarinos, de dos barcos en ruta de Gibraltar a Freetown; cuatro destructores, todos en Freetown; seis embarcaciones diversas y dos embarcaciones portuarias, todas en Freetown; y las Fuerzas Navales Voluntarias de Gambia y Costa de Oro.
El 2 de octubre de 1939, el HMS Achilles, que entonces operaba con el transatlántico SS Orduña al norte del Callao frente a la costa occidental de América del Sur, recibió instrucciones de que, después de abastecerse de combustible desde el petrolero de la flota RFA Orangeleaf, debía dirigirse hacia el sur, hasta el Atlántico Sur. "El Aquiles debía presentarse en los puertos chilenos como se consideraba conveniente y repostar combustible en las Islas Malvinas. El paso debía realizarse con moderación y a su llegada el crucero debía quedar bajo las órdenes del Comandante en Jefe de la Estación de África. " Así, el Aquiles llegó al Atlántico Sur y se unió a las fuerzas del comodoro Harwood, para luego participar en la Batalla del Río de la Plata contra el Graf Spee.
En 1955, después de muchas discusiones, se acordó el nuevo Acuerdo de Simon's Town sobre cooperación naval entre el Reino Unido y la Unión Sudafricana. Se planeó incluir:
- el uso combinado de Simon's Town por la Royal Navy y la Armada de Sudáfrica en paz y en guerra (incluso si Sudáfrica fuera neutral en alguna guerra no comunista, una contingencia muy remota), en el entendimiento de que la base también estaría disponible en guerra a los aliados del Reino Unido;

- la asunción gradual de la responsabilidad por parte de la Armada de Sudáfrica para la operación y administración de la base para uso combinado;

- la asunción por parte de Sudáfrica de la responsabilidad en la guerra del control operativo y administrativo de una subárea local de una Zona Estratégica del Atlántico Sur; y

- un oficial de la Royal Navy continuaría como Comandante en Jefe del Atlántico Sur en tiempo de paz, con cuartel general y comunicaciones en el Cabo, y que su designación en guerra sería Comandante de la Zona Estratégica del Atlántico Sur.

La fragata HMS Veryan Bay llegó a Simon's Town el 19 de noviembre de 1956. Después de una serie de visitas a puertos de África Oriental, el barco fue reubicado para su transferencia a la reserva. El 19 de enero de 1957, zarpó hacia el Reino Unido, hizo escala en Lobito en el África Occidental Portuguesa, Boma en el Congo belga y navegó por el río Congo hasta Matadi. Luego hizo escala en Libreville, en África Ecuatorial Francesa, la isla de Santo Tomé en el Golfo de Guinea, Lagos, Monrovia, y Freetown. En Freetown llevaba la bandera del Comandante en Jefe del Atlántico Sur, el Vicealmirante Sir Geoffrey Robson. La fragata Veryan Bay llegó a Plymouth el 11 de marzo y luego finalizó la comisión.
En abril de 1957, la base de Simon's Town fue entregada a la Unión Sudafricana de conformidad con el acuerdo de 1955. El 24 de mayo de 1957, la fragata HMS Burghead Bay fue puesta nuevamente en servicio en el 7º Escuadrón de Fragatas en el Atlántico Sur, navegando hacia Simon's Town en agosto. Hizo escalas en Brasil y Argentina, participó en ejercicios de escuadrón en el Atlántico Sur y también estuvo desplegada en aguas sudafricanas para ejercicios conjuntos con la Armada sudafricana. A principios de 1958 visitó puertos del este de África. En mayo zarpó hacia las Malvinas para su tercer y último período de servicio como barco de guardia, zarpó en junio y navegó hacia el Reino Unido a través de puertos en la costa oeste de América del Sur, haciendo escala en Chile y Perú antes de transitar por el Canal de Panamá, y finalmente llegando a Devonport en agosto, donde fue dada de baja, puesta en reserva y colocada en la lista de eliminación de buques de la Royal Navy. Durante esta comisión, estuvo al mando del comandante Stanley McArdle.
En 1960, se abolió el puesto de Comandante en Jefe para América y las Indias Occidentales, y el actual Vicealmirante Sir John Eaton pasó a ser el Comandante Supremo Aliado del Atlántico (SACLANT) de la OTAN. La parte sur de la antigua zona de América y las Indias Occidentales fue transferida al Atlántico Sur, y ese oficial de bandera pasó a ser Comandante en Jefe de la zona del Atlántico Sur y América del Sur (CINCSASA). Aproximadamente en ese momento, CINCSASA, "enarbolando su bandera en tierra en Wynberg en la Provincia del Cabo, tenía sólo dos fragatas y... el HMS Protector bajo su mando, una de las fragatas estaba estacionada permanentemente en las Indias Occidentales".
La fragata Lynx de la clase Leopard sirvió como buque insignia del vicealmirante Talbot en la década de 1960. Era el último barco que quedaba en la estación y regresó a casa después de abril de 1967 y la abolición del puesto de CINCSASA. Estaba previsto que el Comandante en Jefe arriara su bandera el 11 de abril de 1967 y abandonara Ciudad del Cabo al día siguiente. La estación fue integrada en la Flota Occidental ese año, cuando ésta asumió la responsabilidad de todos los barcos "al oeste de Suez".
Después del 11 de abril de 1967, un alto oficial naval británico de origen sudafricano con el rango de comodoro permaneció en la base HMS Afrikander (en Youngsfield, un suburbio al sur de Ciudad del Cabo), quien rápidamente se convirtió en responsable ante el comandante en jefe de la Flota Occidental. (La Home Fleet fue reemplazada por la Flota Occidental el 5 de junio de 1967). En 1971, el puesto fue ocupado en ocasiones por contraalmirantes, destacándose el contraalmirante Nigel Cecil, que lo ocupó de 1971 a 1973. Los oficiales al mando continuaron destinados allí hasta febrero de 1976, cuando se disolvió la unidad y se cerró la base HMS Afrikander. El comodoro A.F.C. Wemyss, condecorado con la Orden del Imperio Británico, fue el último titular.

## Comandantes en Jefe
Los comandantes en jefe de la formación fueron:

### Comandante en Jefe, Atlántico Sur
- Vice Admiral Sir George Lyon (1939–7 de septiembre de 1940)[2][nota 1]
- Vice Admiral Sir Robert Raikes (7 de septiembre de 1940–1941)[20]
- Vice Admiral Sir Algernon Willis (1941–1942)[21]
- Vice Admiral Sir Campbell Tait (1942–1944)[21]
- Vice Admiral Sir Robert Burnett (1944–1946)[21]
- Vice Admiral Sir Clement Moody (1946–1948)[21]
- Vice Admiral Sir Desmond McCarthy (1948–1950)[21]
- Vice Admiral Sir Herbert Packer (1950–1952)[21]
- Vice Admiral Sir Peveril William-Powlett (1952–1954)[21]
- Vice Admiral Sir Ian Campbell (1954–1956)[22]
- Vice Admiral Sir Geoffrey Robson (1956–1958)[21]

### Comandante en Jefe, Atlántico Sur y Sudamérica
- Vice Admiral Sir Dymock Watson (1958–1960)[21]
- Vice Admiral Sir Nicholas Copeman (1960–1963)[21]
- Vice Admiral Sir Fitzroy Talbot (1963–1965)[21]
- Vice Admiral Sir John Gray (1965–1967)[21]